# Empresário em nome individual
Em Portugal, o empresário em nome individual é aquela pessoa que opta por se dedicar a uma atividade industrial, comercial ou de prestação de serviços, por sua conta e risco sem a companhia de outras pessoas na assunção desse mesmo risco.
Na maior parte dos casos o empresário em nome individual gere a pequena empresa que criou e onde empregou um ou dois trabalhadores, muitas vezes seus familiares; porém há situações de empresários deste tipo que com o decorrer dos anos e dos negócios conseguem construir empresas poderosas e sólidas no mercado.

## Vantagens e desvantagens
O registo de uma denominação comercial para um empresário individual não é normalmente difícil, a menos que se trate de escolher um nome fictício ou inventado. Em muitos países, o proprietário da empresa deve registar-se junto das autoridades locais competentes, que determinarão se o nome reclamado é uma duplicação de outra empresa.
O proprietário pode contratar empregados e recorrer a consultores independentes. Embora um proprietário possa pedir a um empregado ou consultor que realize um projeto específico ou participe no processo de tomada de decisões da empresa, o seu contributo para um projeto ou decisão é considerado uma recomendação nos termos da lei. De acordo com a doutrina jurídica do respondeat superior (latim. ou seja, "que o proprietário seja responsável"), a responsabilidade legal por qualquer decisão empresarial tomada com base nessa contribuição recai sobre o proprietário e não pode ser retirada ou repartida.
Este facto deve-se à responsabilidade ilimitada que é imposta a uma empresa em nome individual. O proprietário é financeiramente responsável por todas as dívidas e/ou perdas incorridas pela empresa, até e incluindo a utilização de activos pessoais ou outros para pagar quaisquer responsabilidades pendentes. Assim, um empresário independente pode ser obrigado a utilizar os seus bens pessoais, como um automóvel, para pagar as suas dívidas. O proprietário é o único responsável por todas as actividades comerciais conduzidas pelo empresário em nome individual e, consequentemente, tem direito ao controlo total e a todas as receitas associadas.